# Raphael Gualazzi
Raphael Gualazzi (Urbino, 11 de novembre de 1981) és un cantautor italià.

## Biografia
La carrera de Gualazzi va començar el 2005. Va participar en diversos festivals de jazz. També va llançar el seu primer àlbum, Love Outside the Window, distribuït per Edel Music.
El 2008, Gualazzi va versionar Georgia on My Mind per la compilació Piano Jazz, distribuïda a França per Wagram Music.
Al setembre de 2010 va llançar un EP a Europa, on va versionar la cançó Don't Stop de Fleetwood Mac. També hi ha tres noves cançons escrites per Gualazzi. Una d'aquestes cançons va ser el seu primer senzill, Reality and Fantasy. Més tard, la cançó va ser llançada de nou com a versió remix pel DJ francobritànic Gilles Peterson.

### Festival de la cançó de Sanremo i d'Eurovisió
El 18 de febrer de 2011, Raphael Gualazzi va guanyar el Festival de la cançó de Sanremo a la secció de nouvinguts, el Premi Mimì Berté pels nouvinguts i el Premi Sala Radio-Tv amb la cançó Follia d'amore. Aquesta cançó és inclosa al segon àlbum de Gualazzi, Reality and Fantasy, que va ser llançat el 16 de febrer de 2011 per Sugar Music.
El 19 de febrer de 2011, Gualazzi va ser triat entre els participants al Festival de San Remo per representar Itàlia al Festival de la Cançó d'Eurovisió a Düsseldorf (Alemanya) Raphael Gualazzi va ser el primer cantant italià a representar el seu país des del Festival de la Cançó d'Eurovisió 1997. La cançó Madness of Love va acabar segona amb 189 punts.
El 13 de desembre de 2013, la seva participació en la secció de "Big Artists" del Festival de San Remo de 2013 va ser confirmada amb les cançons Senza ritegno i Sai (ci basta un sogno). El seu tercè àlbum, Happy Mistake, va ser llançat el 14 de febrer de 2013. El 12 de febrer de 2013, durant la primera nit del festival, Sai (ci basta un sogno) va ser elegida com a cançó de Gualazzi per la resta de la competició. Va acabar al cinquè lloc a la final.
El 2014, també va participar en la secció "Big Artists" del Festival de Sanremo, aquesta vegada amb The Bloody Beetroots. Van acabar en segon lloc a la final amb la cançó Liberi o no.

## Discografia

### Àlbums
- 2005 - Love Outside the Window
- 2011 - Reality and Fantasy
- 2013 - Happy Mistake

### EP
- 2010 - Raphael Gualazzi
- 2013 - Rainbows
- 2014 - Accidentally on Purpose - Sanremo's Festival 2014 (amb The Bloody Beetroots)

### Senzills
- 2010 - Don't Stop
- 2010 - Reality and Fantasy
- 2011 - Follia d'amore
- 2011 - A Three Second Breath
- 2011 - Madness of Love
- 2011 - Zuccherino dolce
- 2011 - Calda estate (dove sei)
- 2011 - Love Goes Down Slow
- 2013 - Senza ritegno
- 2013 - Sai (ci basta un sogno)
- 2014 - Liberi o no (amb The Bloody Beetroots)
- 2014 - Tanto ci sei (amb The Bloody Beetroots)